# 알칼리
알칼리(영어: Alkali, 문화어: 알카리)는 물에 녹는 염기를 말한다. 물에 녹는 염기를 띠는 성질을 염기성이라고 부른다.

## 용어
"알칼리"라는 용어는 알칼리 물질의 원료를 가리키는 소성재(calcined ashes)를 뜻하는 아랍어 낱말 al qalīy(alkali)에서 왔다. (하소 참고)

## 염기와 알칼리의 차이
"알칼리"와 "염기"는 자주 번갈아 사용되는데, 특히 화학과 화학공학 분야 밖에서 그러하다.
알칼리의 개념에 대한 정의는 다양하다. 알칼리는 보통 염기의 부분 집합으로 정의된다. 두 부분 집합 중 하나가 일반적으로 선택된다.
- 알칼리 금속이나 알칼리 토류 금속의 염기성 염[2] (Mg(OH)2를 포함하지만 NH3은 제외.)
- 물에 녹으며 수산화 이온[3][4][5]을 형성하는 모든 염기. 물의 염기 용액.[6] (Mg(OH)2와 NH3을 포함)

염기의 두 번째 부분 집합은 "아레니우스 염기"로도 부른다.

## 같이 보기
- 염기